# 榮譽灣

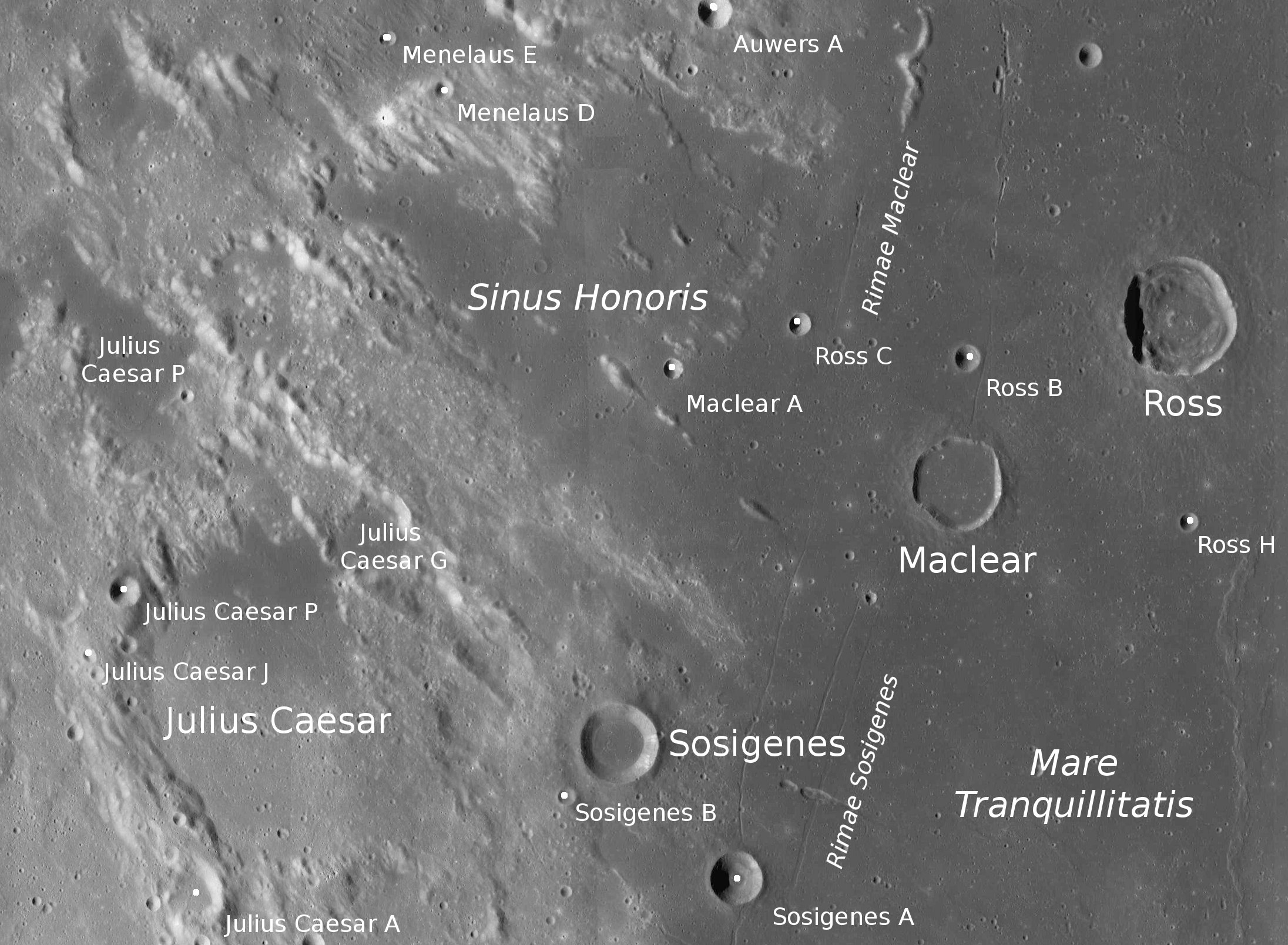
荣誉湾位置图

荣誉湾（拉丁語：Sinus Honoris，直譯為“荣誉之湾”）位于月球近月面上静海的西侧。其月面座标为北纬11.7°N、西经18.1°，直径为109公里。
荣誉湾具有宽阔的朝海口，北面和西南侧与崎岖地形接壤，月湾的入海口区，向南、向北伸展着二条月溪，北面的被称为「麦克莱尔月溪」（Rimae Maclear），得名于月湾东侧的麦克莱尔陨石坑；位于月湾南端入海口处的「索西琴尼月溪」（Rimae Sosigenes），其名称取自南部的索西琴尼陨石坑。月湾西端，是静海向西北的一条指状般的细长延伸带，长度几乎达到100公里。